# Ворожбіян Михайло Іванович
Ворожбіян Михайло Іванович (нар. 22 серпня 1953 року в м. Люботин, Харківська обл.)   — український науковець у хімічної інженерії, цивільної безпеки. Доктор технічних наук, професор. Академік АН вищої школи України з 2006 року за науковим відділенням хімії.

## Життєпис
Народився 22.08.1953 в м. Люботин Харківської області. 
У 1976 році закінчив Харківський політехнічний інститут (ХПІ) за спеціальністю технологія неорганічних речовин. 
Навчався в аспірантурі ХПІ (заочна форма) у 1979-1983 рр., у докторантурі ХПІ в 1999 -2002 рр. 
У 1984 році захистив кандидатську дисертацію за темою «Абсорбція оксидів азоту розчинами азотної кислоти під тиском до 10 Мпа». 
У 2002 році захистив докторську дисертацію за темою «Окислювальні та абсорбційні процеси в технології азотної кислоти». 
З 1976 по 1979 рік працював у Науководослідному інституті основної хімії інженером. На кафедрі хімічної технології неорганічних речовин, каталізу та екології НТУ ХПІ обіймав посади: старший інженер (1979-1982), старший науковий співробітник (1982- 1987), асистент (1987-1989), доцент (1989-1999), професор (2003-2005). 
З 2005 р по 2006 р. професор кафедри охорони праці та навколишнього середовища Української державної академії залізничного транспорту, а з 2006 по 2016 рік завідувач цієї кафедри, у 2016-2018 рр. професор кафедри. 
З 2019 року по теперішний час професор кафедри охорони праці та безпеки життєдіяльності Харківського національного університету міського господарства ім. О.М. Бекетова. 
Звання доцента з 1999 р., професора - 2004 р. 

## Наукова діяльність
Брав участь в міжнародних проєктах: «Проблеми екології в хімічній технології» (INTAS-UA 95-0173, Німеччина, Україна, Фінляндія); «Каталітичні системи для нейтралізації вихлопних газів двигунів внутрішнього згоряння» (УНТЦ-№2105, США, Канада, Швеція, Україна). 
Монографія «Каталітичні та маслообмінні процеси під тиском в технології неорганічних речовин», понад 250 наукових публікацій, 17 авторських свідоцтв та патентів, в тому числі закордонних. 
Основні прочитані курси: «Загальна хімія», «Хімічна технологія неорганічних речовин», «Виробництво харчових напівпродуктів, соди і лугів», «Сертифікація продукції та обладнання», «Безпека життєдіяльності», «Охорона праці», «Теорія горіння та вибуху», «Безпека вибухопожежонебезпечних речовин і матеріалів». Співавтор підручників «Методи розрахунків у технології неорганічних речовин», «Технологія зв'язаного азоту» та п'яти навчальних посібників, в тому числі з грифом Міносвіти. 
Підготував 5 кандидатів технічних наук. 
Член спілки фахівців БЖД та член координаційної ради при НТУ «ХПІ» (2006-2016 рр.). 
Академік Міжнародної академії БЖД з 2007 р. по теперішній час. Член спецрад Д 64.050.03, при Національному технічному університеті «Харківський політехнічний інститут», м. Харків, при Українському державному університеті залізничного транспорту, м. Харків. 
Член експертної ради ВАК України з спеціальності хімічна технологія (2005-2010 рр.).